# Rother
Rother este un district ne-metropolitan situat în Regatul Unit, în comitatul East Sussex din regiunea South East, Anglia.

## Orașe din cadrul districtului
- Battle
- Bexhill-on-Sea
- Rye
- Winchelsea